# Le Doulieu
Le Doulieu (niederländisch Zouterstee) ist eine französische Gemeinde mit 1445 Einwohnern (Stand: 1. Januar 2022) im Département Nord in der Region Hauts-de-France. Sie gehört zum Arrondissement Dunkerque und ist Mitglied im Gemeindeverband Cœur de Flandre Agglo. Die Bewohner werden Doulieusiens und Doulieusiennes genannt.

## Geografie

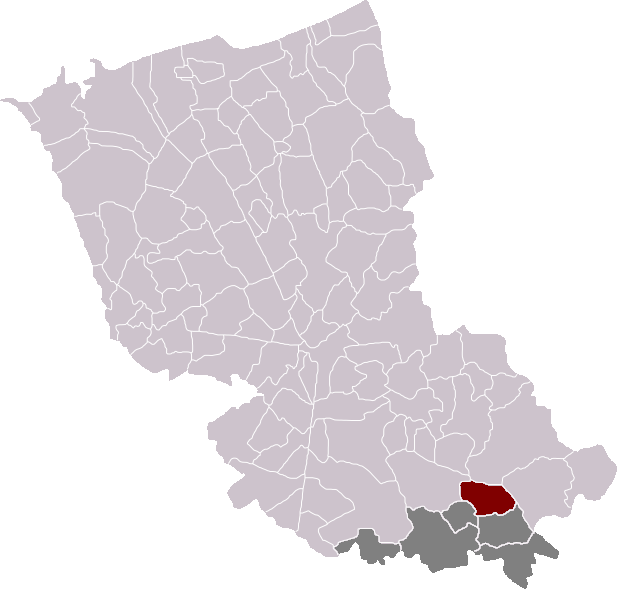
Lage von Le Doulieu im Arrondissement Dunkerque

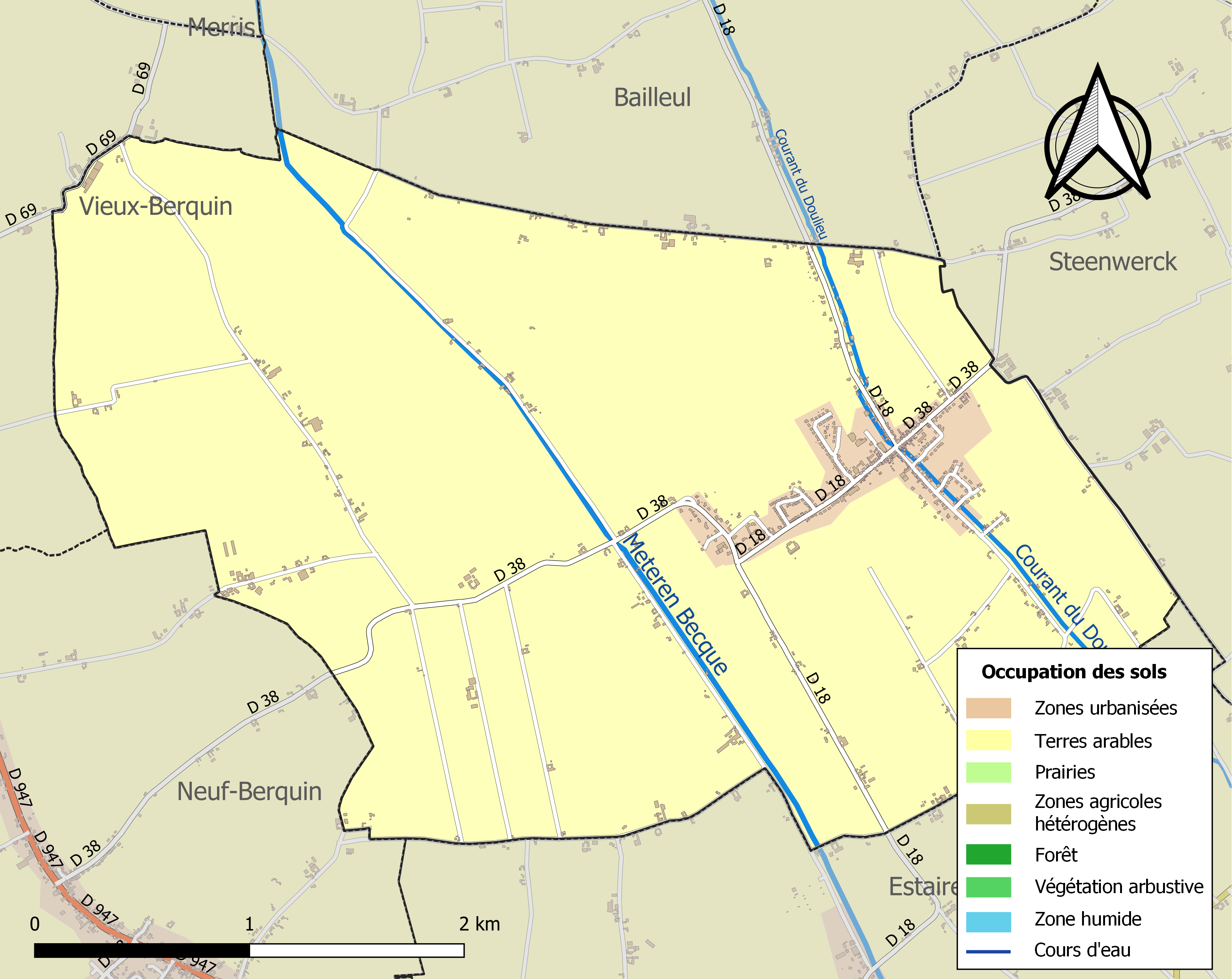
Bodennutzung, Hydrografie und Infrastruktur der Gemeinde (2018)

Le Doulieu liegt in Französisch-Flandern etwa 46 Kilometer südsüdöstlich von Dünkirchen und etwa 26 Kilometer westnordwestlich von Lille. Das Gebiet der Gemeinde wird von der Méteren Becque und von zahlreichen Gräben von Nord nach Süd durchzogen, die zur Leie entwässern. Das Zentrum liegt auf 20 m Höhe wie auch vergleichsweise das gesamte Gemeindegebiet. 
96 % der Fläche der Gemeinde werden landwirtschaftlich genutzt, der Anteil bebauter Fläche beträgt 4 % (Stand: 2018).
Nachbargemeinden von Le Doulieu sind Bailleul im Norden, Steenwerck im Nordosten, Estaires im Südosten, Neuf-Berquin im Südwesten und Vieux-Berquin im Westen.

## Geschichte
Die leichte natürliche Erhebung des Zentrums von Le Doulieu erklärt wahrscheinlich die geografische Wahl der Schenkung eines Grundstücks für die Errichtung einer Kapelle durch Michel de Harnes an die Abtei von Chocques im Jahr 1226 unter dem Namen DULCIUS LOCUS BEATEA MARIAE oder „Süßer Ort der seligen Maria“. Diese Schenkung wurde den Mönchen der oben genannten Abtei für den Bau einer Kapelle und eines Hauses für den amtierenden Priester geleistet. Dies führt dazu, dass zu Beginn des 13. Jahrhunderts wahrscheinlich keine Kapelle innerhalb der Umfriedung des Feudalhügels vorhanden war.
Der Ursprung der offiziellen Bezeichnung des Ortes heißt Zoeterstede, weil er damals ein integraler Bestandteil Flanderns, somit der flämischen Sprache, war. Dieses Gebiet wurde nach und nach französisiert, was die Umwandlung des Ortes in „Le Doulieu“ erklärt. Beim Wappen von Le Doulieu handelt es sich um das der Familie Bailleul-Doulieu, deren Mitglieder bis zum Beginn des 17. Jahrhunderts Seigneurs von Le Doulieu und Steenwerck waren. Die Herrschaft ging dann mangels männlicher Nachkommen an die Familie Estourmel über.
Im Jahr 1584 besetzten die Protestanten während des Achtzigjährigen Kriegs die Burg von Le Doulieu und brannten 1586 die Kapelle nieder. Die letzte bekannte Burg wurde im Jahr 1600 als Ersatz für die zerstörte Burg erbaut. Dieser Zerstörungsakt entspricht der Zeit religiöser Unruhen, die die Region Ende des 16. Jahrhunderts kennzeichnete. Das Schloss aus dem Jahr 1600 war ein imposanter Backsteinbau mit Staffelgiebeln, typisch für die flämische Architektur. Es umfasste ein Hauptgebäude, dem Wohnsitz des Herrn, eine Kapelle, drei parallele Gebäude und einen isolierten Turm, der als Gefängnis diente.
Im Jahr 1800 siedelte sich auf dem Gelände eine Banditenbande an, die „Chauffeure“ genannt wurde, weil sie ihren Opfern die Füße verbrannten, um sie zum Reden zu bringen. Im Jahr 1801 setzte der Erste Konsul Bonaparte angesichts der Aufregung der Bevölkerung den Missbräuchen ein Ende, indem er dieses Wahrzeichen zerstörte. Heute ist von der Burg nur noch ihr Standort übrig, der aus einem riesigen Erdhügel besteht, der von Wasser umgeben ist.

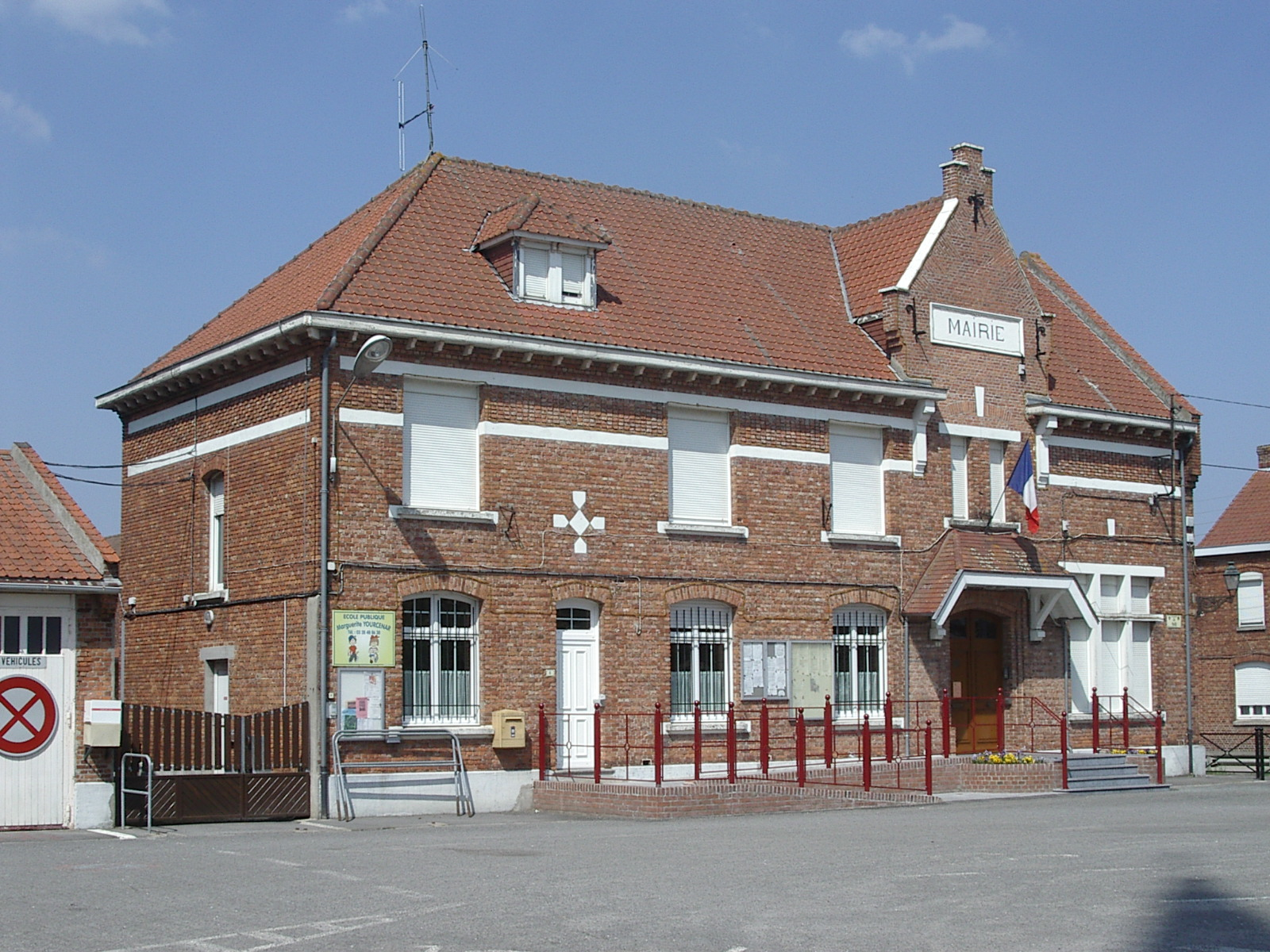
Bürgermeisteramt (Mairie)

Die Gemeinde Le Doulieu wurde 1913 durch Herauslösung des Gebiets aus der Nachbargemeinde Estaires gegründet.

## Bevölkerungsentwicklung
| Jahr                       | 1962 | 1968 | 1975 | 1982 | 1990 | 1999 | 2006 | 2012 | 2020 |
| Einwohner                  | 789  | 727  | 714  | 965  | 1138 | 1227 | 1377 | 1407 | 1462 |
| Quellen: Cassini und INSEE |      |      |      |      |      |      |      |      |      |

## Sehenswürdigkeiten
- Kirche Mariä Himmelfahrt und mehrere kleine Marienkapellen
- Reste der mittelalterlichen Erdhügelburg im Weiler La Ferme du Château, seit 1980 als Monument historique eingeschrieben

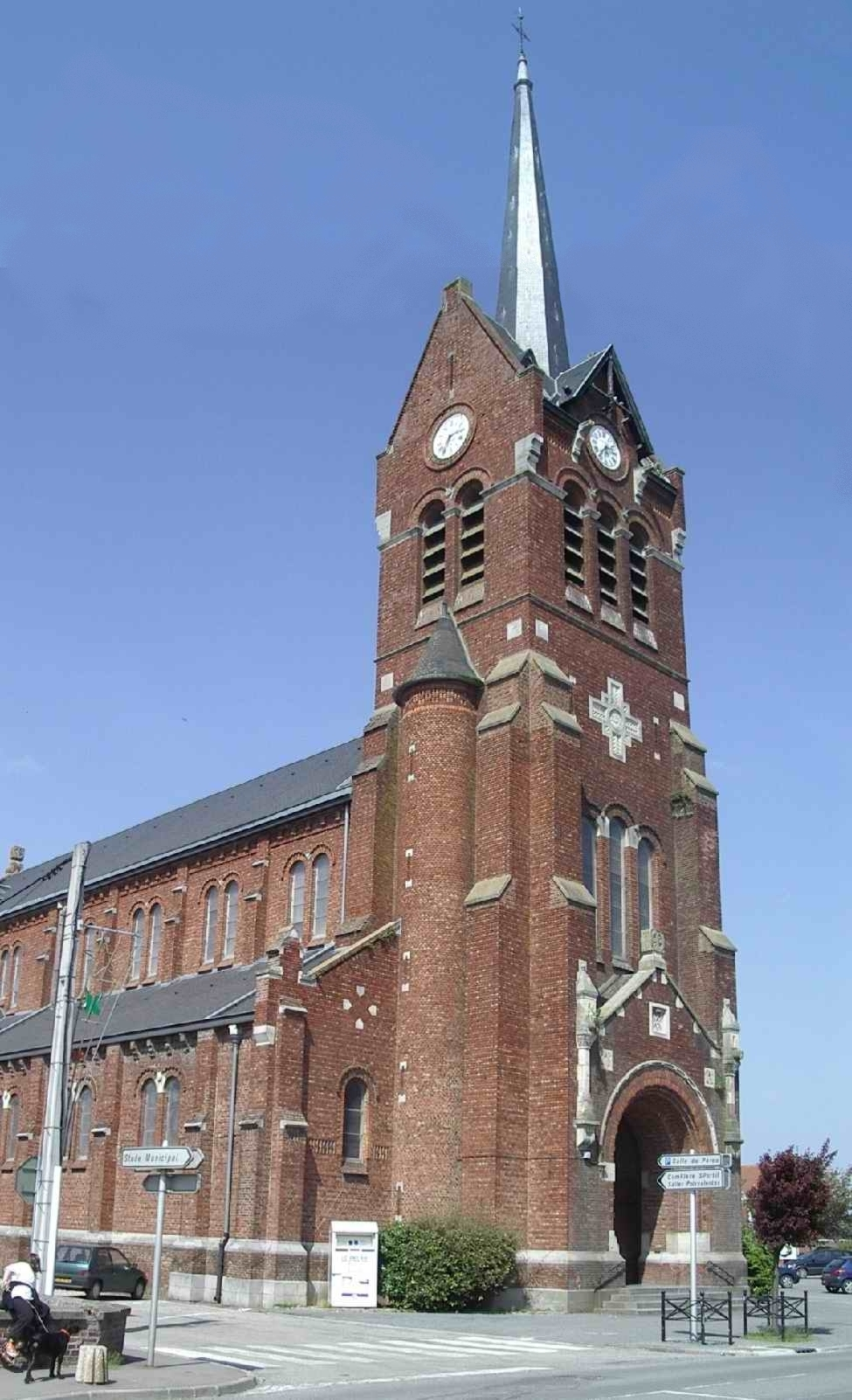
Kirche Mariä Himmelfahrt
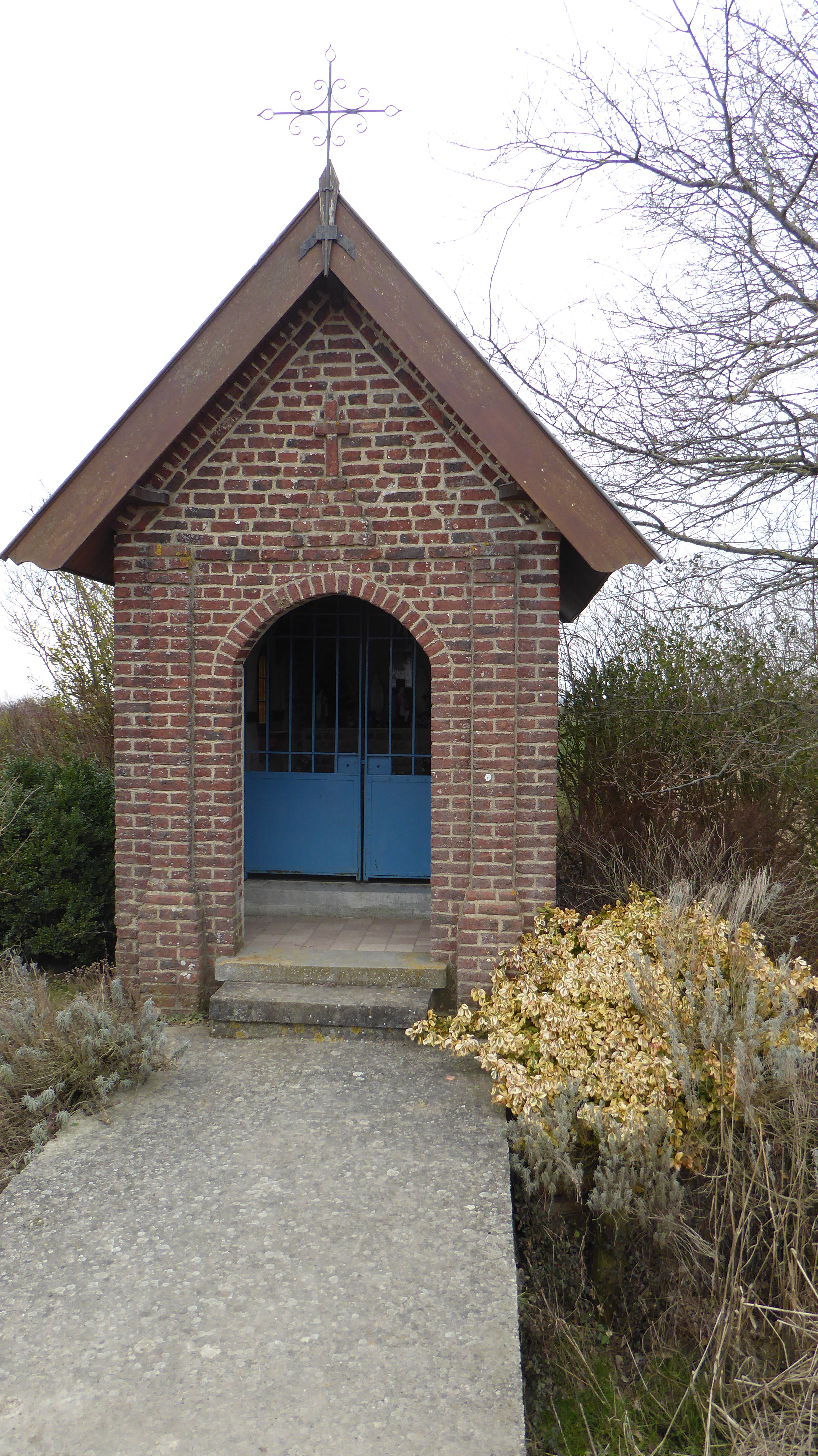
Kapelle Sainte-Germaine
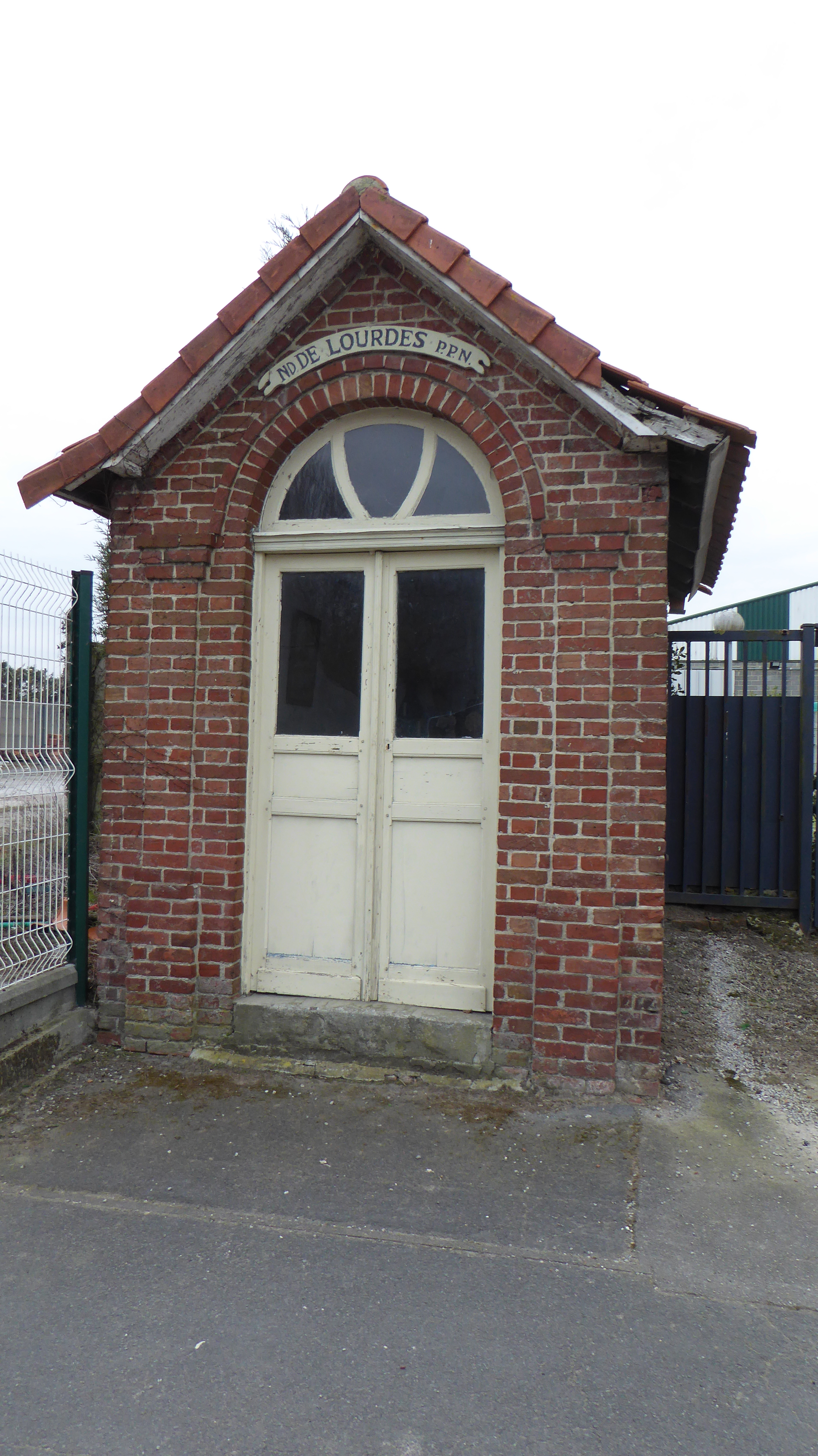
Kapelle Notre-Dame-de-Lourdes
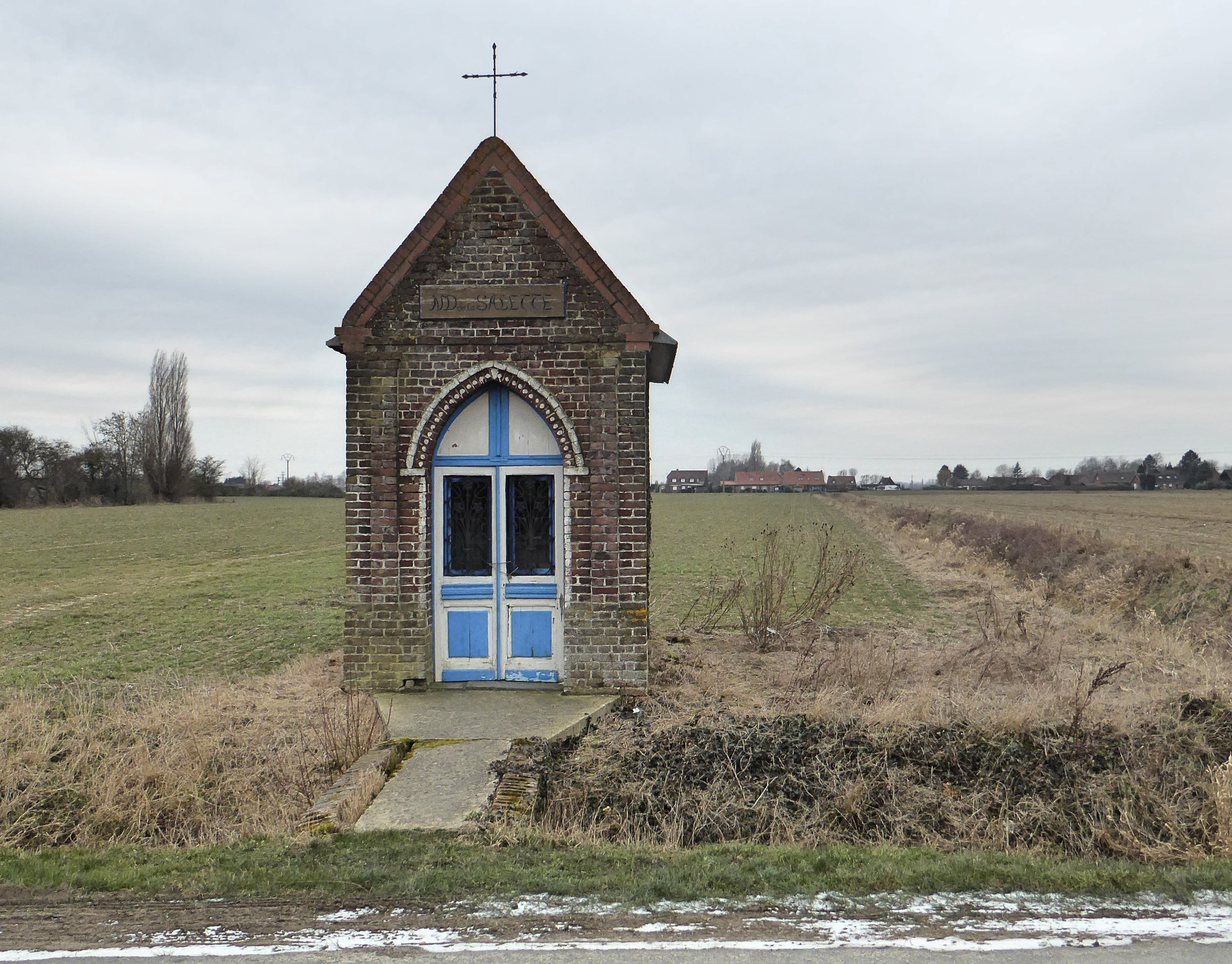
Kapelle Notre-Dame-de-la-Salette
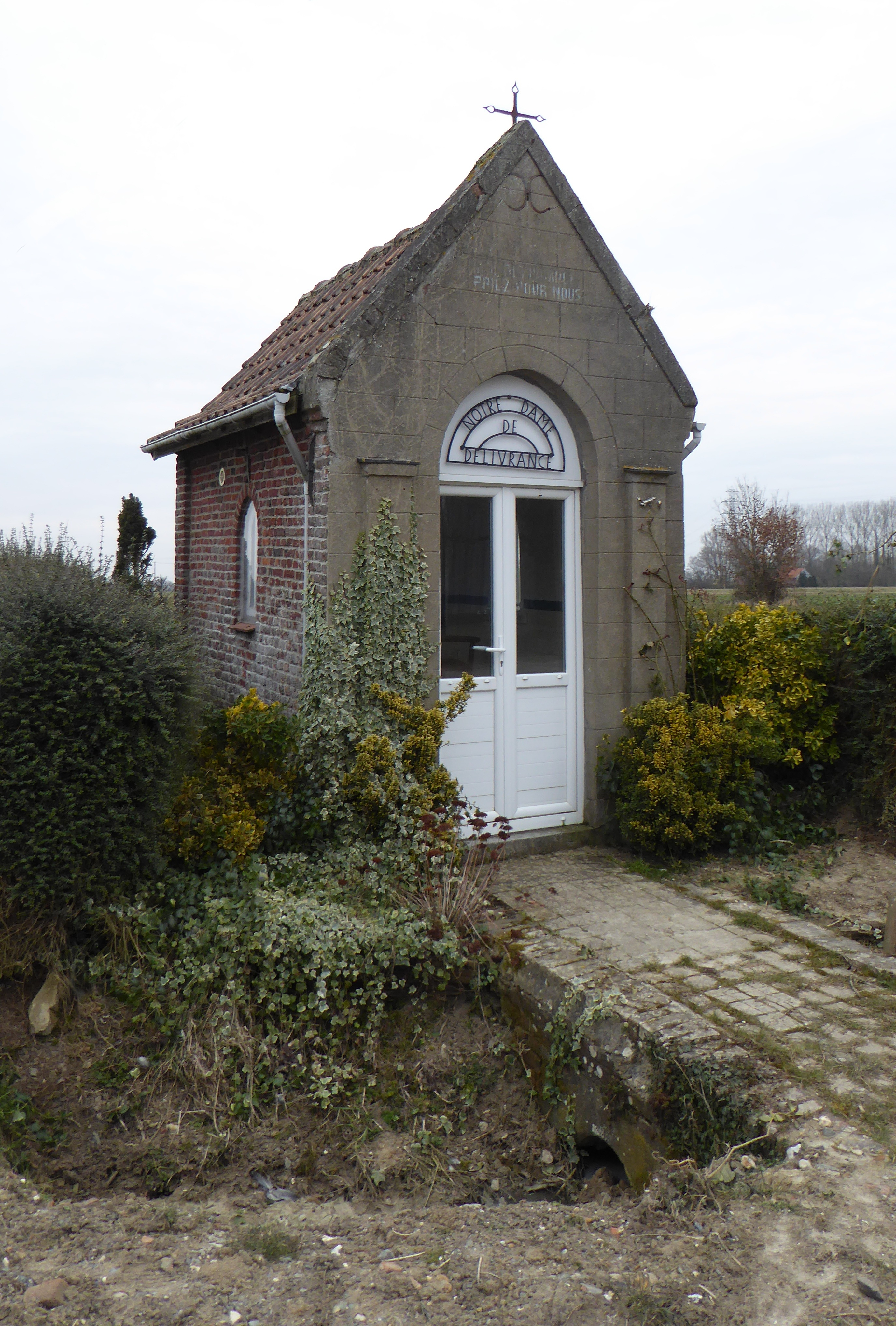
Kapelle Notre-Dame-de-Délivrance
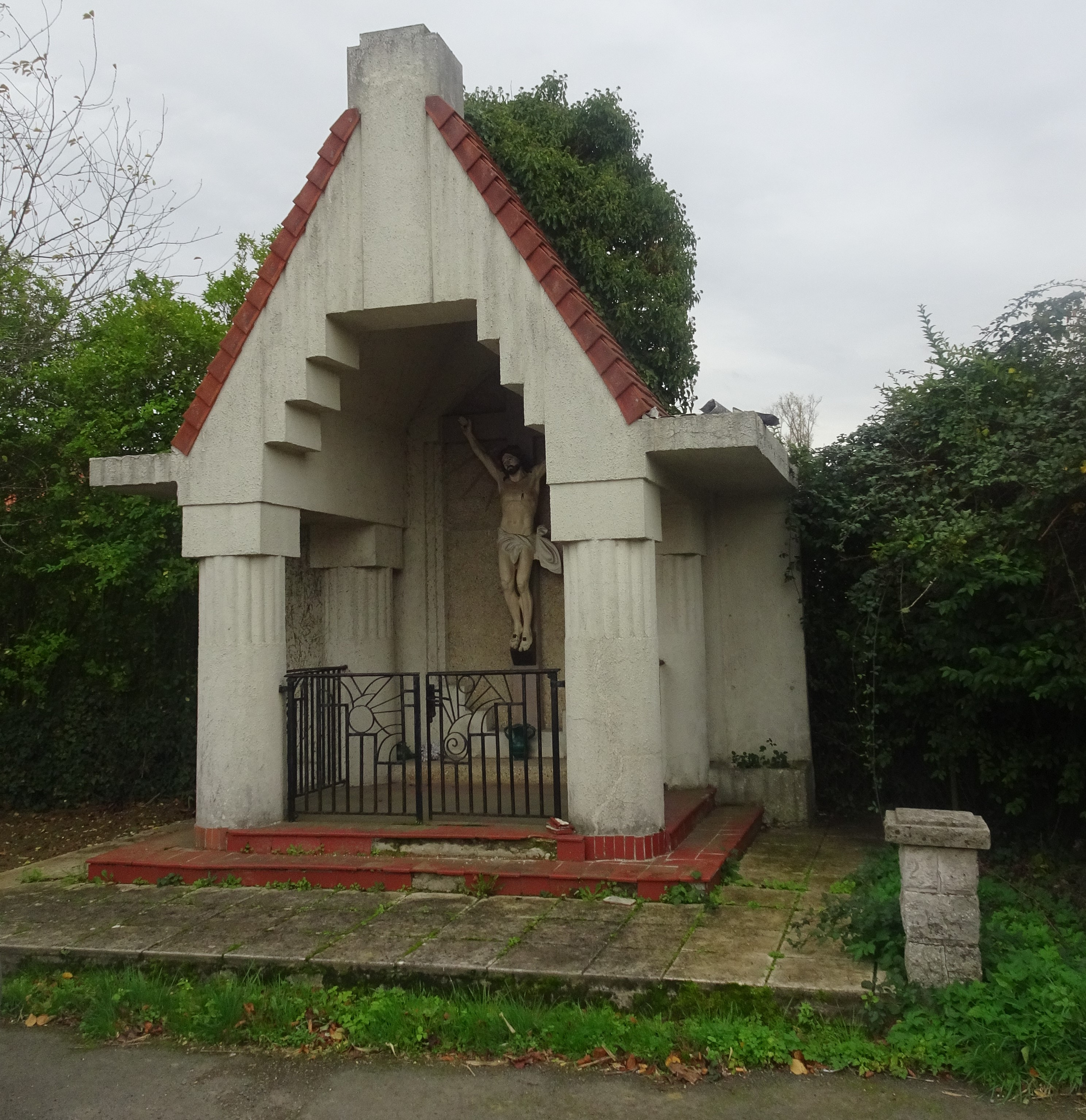
Oratorium in der Grand Rue
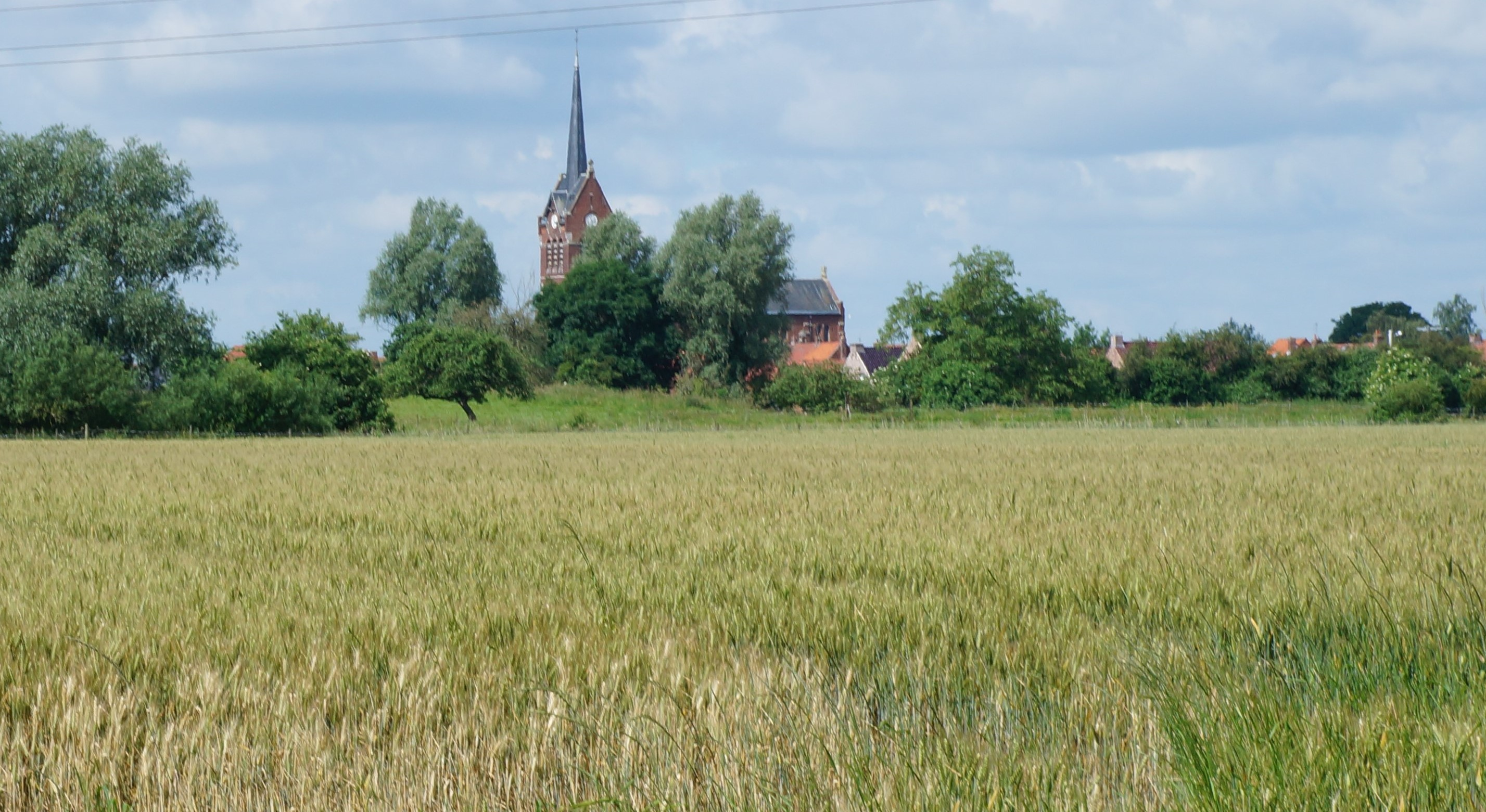
Standort der ehemaligen Erdhügelburg
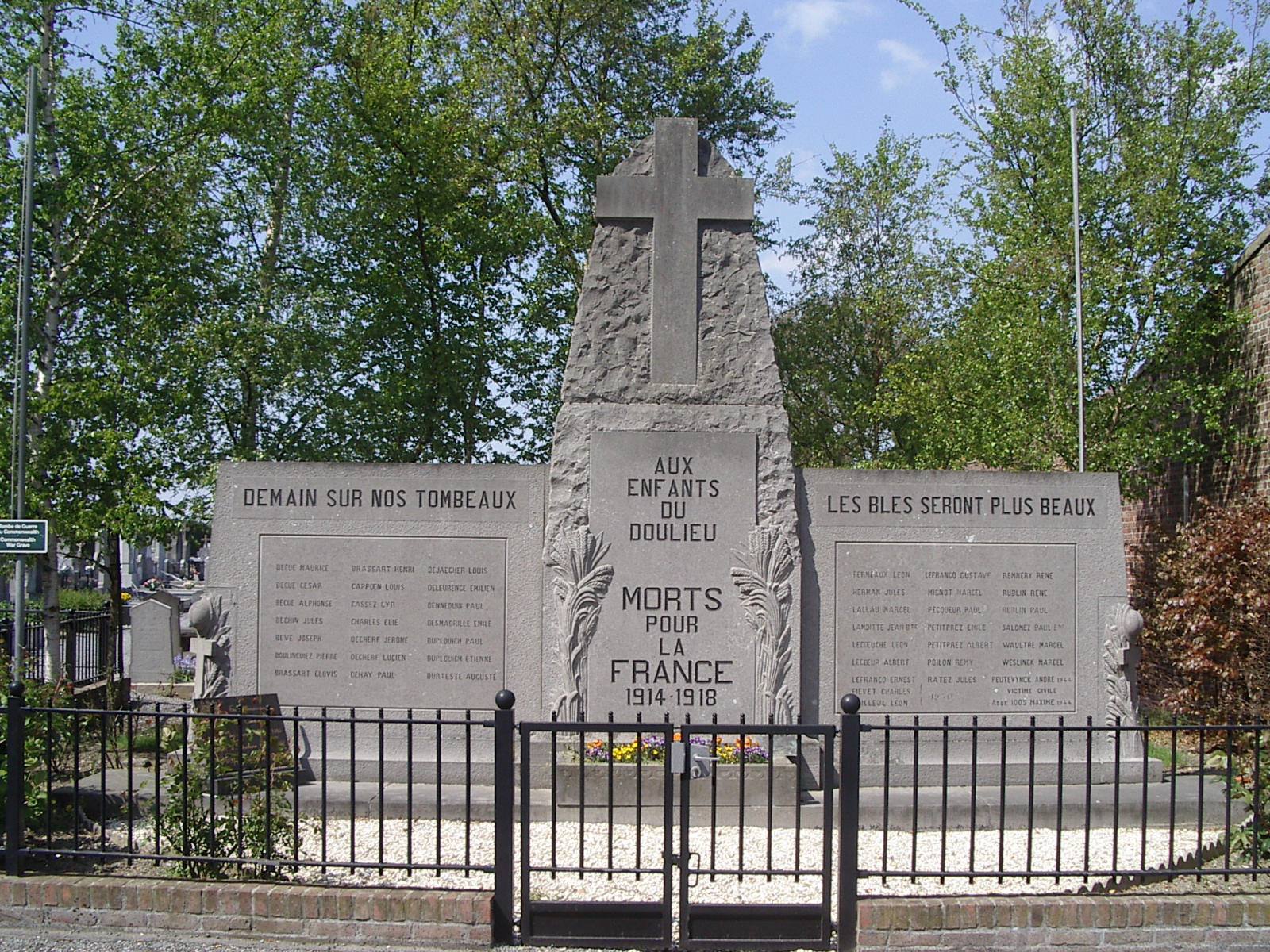
Gefallenendenkmal

## Verkehr
Le Doulieu liegt abseits größerer Verkehrsachsen. Die nachgeordneten Departementsstraßen D 18 und D 38 und lokale Landstraßen verbinden das Zentrum mit den Weilern der Gemeinde und den Nachbargemeinden. Busse einer Linie der Transportgesellschaft Arc-en-Ciel des Départements Nord verbinden die Gemeinde mit Bailleul, Merville und La Gorgue.